# Campagne de Julien en Perse
Vous lisez un « bon article » labellisé en 2023.
Batailles
- Siège de Firuz Chapour
- Siège de Maiozamalcha
- Bataille de Ctésiphon
- Bataille de Maranga
- Bataille de Samarra

La campagne de Julien en Perse est une expédition militaire romaine contre l'Empire perse sassanide menée en 363 par l'empereur Julien. Si le début de la campagne est favorable aux Romains, elle tourne au désastre après la mort de l'empereur sur le champ de bataille. Le roi des rois sassanide Chapour II impose des conditions de paix très dures à son successeur.
Si d'un point de vue militaire et géopolitique, ce conflit n'est que l'une des nombreuses péripéties ponctuant les guerres perso-romaines, il a une importance cruciale sur le plan de l'histoire religieuse : la mort de Julien signe la fin des espoirs d'une restauration polythéiste au sein de l'Empire romain et la victoire définitive des chrétiens. Côté perse, la victoire de Chapour II est totale : elle assoit son autorité politique et religieuse, en tant que champion du zoroastrisme face aux hérésies et aux chrétiens. L'Arménie bascule durablement dans l'orbite perse.

## Sources et historiographie
Les chroniques perses contemporaines des événements ont été perdues. Les historiens disposent de l'Histoire des prophètes et des rois de l'exégète arabe Tabari qui a eu accès à ces sources primaires. Mais il les a traduites et retranscrites plus de cinq siècles plus tard, dans un contexte culturel et religieux complètement différent. Son Histoire est donc difficile à utiliser. L'archéologie, l'épigraphie et la numismatique donnent un éclairage utile sur la période à travers des reliefs, des pièces de monnaie et des sceaux imprimés sur l'argile,.

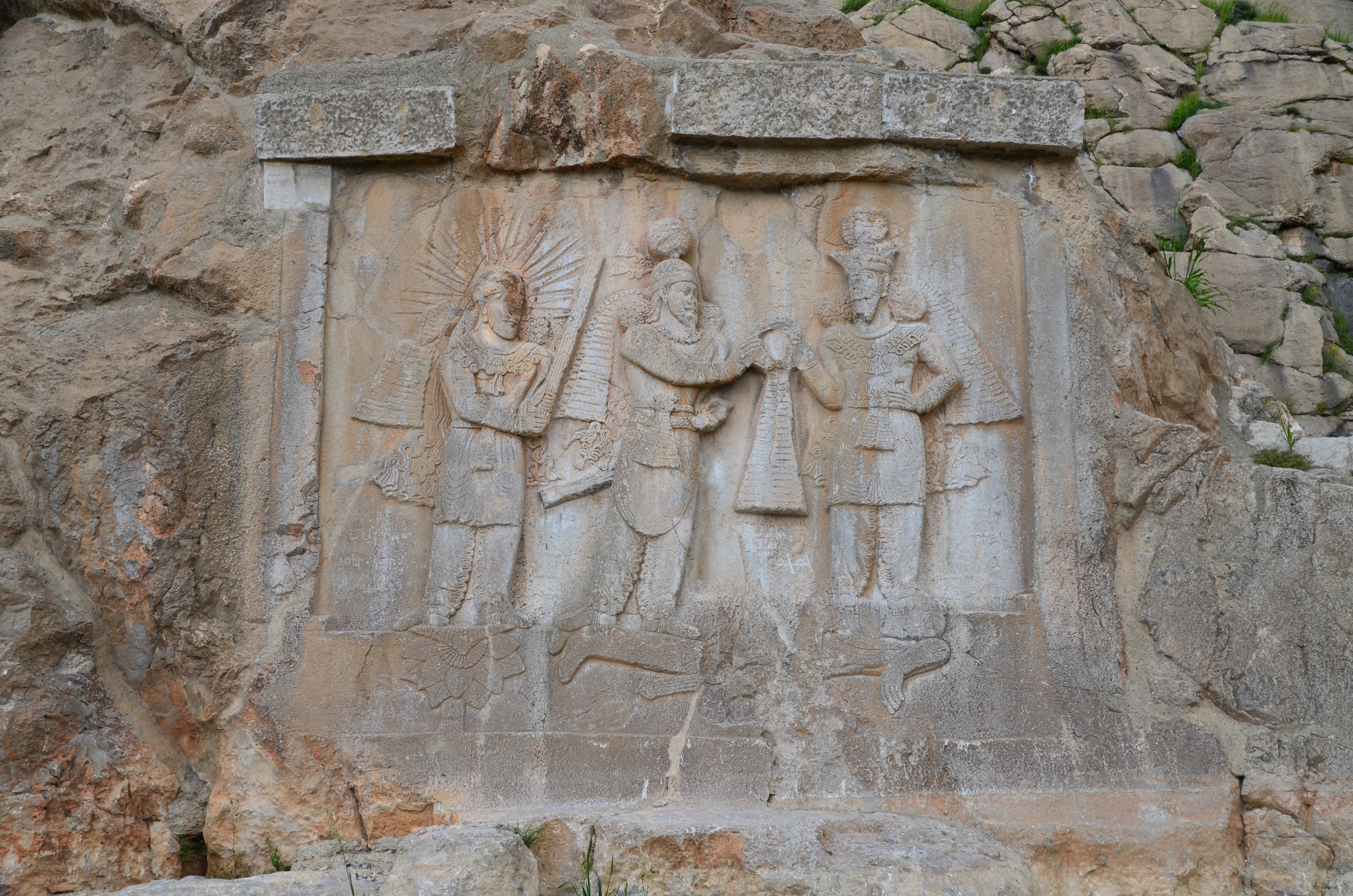
Sur ce haut-relief, Chapour II (à droite) couronne son successeur Ardachir II (au centre) avec la bénédiction du dieu Mithra (à gauche). Tous trois piétinent le cadavre de Julien.

Les sources écrites, en grec ou en latin, sont bien plus abondantes et diverses côté romain. Plusieurs grandes figures intellectuelles romaines ont connu Julien de son vivant et leurs témoignages sont précieux. Le rhéteur Libanios a entretenu une correspondance avec l'empereur bien avant son accession au pouvoir et il a rédigé un Éloge funèbre de Julien. Il voit en lui un ami des lettres, un roi-philosophe et un champion du polythéisme persécuté par les chrétiens. Ses écrits sont donc très partisans, voire hagiographiques. À l'inverse, le théologien, évêque et père de l'Église Grégoire de Nazianze, qui a bien connu Julien puisqu'il a étudié à ses côtés à l'Académie d'Athènes, le détestait : il le voit comme un apostat démoniaque, doublé d'un dirigeant incapable. Ce qu'il rapporte de la campagne est donc uniquement à charge contre l'empereur. Les écrits du haut fonctionnaire Eutrope sont plus factuels : il a participé à la campagne et son Abrégé de l'histoire romaine est paru seulement six ans après les événements. C'est l'officier et historien Ammien Marcellin qui nous livre le meilleur témoignage. Certes il n'est pas objectif (notion d'ailleurs anachronique) puisqu'il est polythéiste comme Julien et qu'il a fait carrière sous ses ordres, mais il garde un esprit critique. Surtout, il connaît bien les vicissitudes militaires, la politique, la diplomatie, la tactique, la logistique et les Perses qu'il a déjà combattus lorsqu'il servait dans l'armée de Constance.

## Aux origines du conflit

### Guerres perso-romaines
Pour un article plus général, voir guerres perso-romaines.
Le conflit de 363 s'inscrit dans une histoire longue : le fondateur de la dynastie perse des Sassanides, Ardachir Ier, au début du siècle précédent, a supplanté ses suzerains, les Parthes, qui étaient déjà en guerre contre les Romains depuis le Ier siècle av. J.-C. L'idéologie sassanide se réclame de l'héritage perse achéménide dont le pouvoir s'étendait jusqu'à la Méditerranée et comprenait de nombreux territoires désormais occupés par les Romains. Ceux-ci se retrouvent dans ce schéma car ils se veulent les continuateurs des Grecs, dont la langue domine la partie orientale de l'empire et est parlée par les derniers empereurs. La mémoire des faits d'armes, réels ou légendaires, est très présente dans les esprits, aussi bien du côté perse que du côté romain.
Au Nord, le royaume d'Arménie est rapidement la cible des Perses. Ils souhaitent à la fois éliminer ses souverains d'ascendance parthe mais aussi rétablir le zoroastrisme qui a été abandonné par l'État arménien au profit du christianisme. Le zoroastrisme est une religion polythéiste, avec ses grands dieux Ahura Mazda, dieu du ciel, Anahita, déesse guerrière et de la fécondité et Mithra, dieu du soleil et de la justice. Les Sassanides fondent leur pouvoir sur cette religion, ils y ajoutent une dimension dualiste de combat entre le Bien et le Mal, et leur dynastie se veut directement liée aux volontés divines.
Les deux empires sont de forces égales et les guerres féroces qu'ils se sont menées ont tourné tour à tour à l'avantage de l'un ou de l'autre : successeur d'Ardachir, Chapour Ier prend de nombreuses villes romaines, dont il déporte la population, et surtout, humiliation pour les Romains, il capture Valérien en 260. Ce sont ensuite les Romains qui reprennent l'avantage, Carus prend et pille la capitale perse, Ctésiphon, en 283. Les coempereurs Galère et Dioclétien vainquent ensuite les Perses et leur imposent la paix de Nisibe : la suzeraineté romaine sur l'Arménie est reconnue, les Perses doivent céder les Provinces transtigritanes, gérées par des satrapes arméniens sous l'autorité de Rome. C'est cette trêve de plusieurs décennies que Chapour II remet en cause en 337.

### Une guerre de souverains
Presque tout sépare le shahanshah Chapour II et l'imperator Julien : né roi, le Perse de 54 ans, très expérimenté et prudent, mène les armées d'une main de fer mais s'appuie sur ses généraux et, à aucun moment durant la campagne, ne s'approche du champ de bataille. Le Romain de 31 ans n'était pas destiné à revêtir la pourpre, il n'est empereur que depuis deux ans, il décide de tout, prend tous les risques et n'hésite pas à prendre part aux combats pour galvaniser ses troupes. Mais ils ont en commun une grande foi et une forte confiance en eux, grâce à leurs victoires passées. Tous deux souhaitent cette guerre pour des raisons de politique extérieure et intérieure.

#### Chapour II

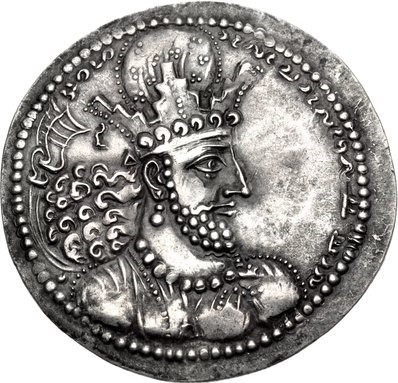
Chapour II, sur un drachme d'argent.

Fils de Hormizd II, Chapour est devenu roi in utero à la suite d'un coup d’État de nobles et du haut clergé zoroastrien qui ont exécuté, emprisonné ou exilé ses frères adultes. En 325 et à l'âge de 16 ans, les régents lui laissent prendre la tête de l'armée pour mettre fin aux raids arabes sur l'empire, ce qu'il accomplit avec succès. Pendant le règne de Constantin, Chapour prend l'offensive, il tente par trois fois, en vain, d'assiéger Nisibe. Il ne cible pas cette cité par hasard, il souhaite effacer l'affront du traité conclu lors de la paix de Nisibe : son grand-père avait dû concéder de nombreux territoires et avantages aux Romains. Cependant l'efficace limes le met en échec. Constantin puis Constance II ne parviennent pas à mettre fin aux incursions perses.
Au-delà de la revanche, du butin et de l'extension territoriale, les buts de guerre de Chapour sont aussi religieux. Au nord, les royaumes d'Arménie et d'Ibérie balancent entre l'influence des deux mondes. Au siècle précédent, les Sassanides avaient obtenu que le zoroastrisme devienne religion d’État, sur leur modèle. Mais en 301 pour les Arméniens et en 337 pour les Ibères, ils optent officiellement pour le christianisme. Les zoroastriens conservent cependant des soutiens dans la population et parmi les notables. En restaurant l'ordre d'Ahura Mazda, Chapour s'en fait le champion et du même coup raffermit son autorité et son prestige au sein même de son empire.
En 359, Chapour assemble une grande armée et assiège durant 73 jours la cité fortifiée d'Amida, défendue par plusieurs légions. Le roi des rois mène le siège en personne. Ammien Marcellin, une des principales sources pour la campagne de Julien, fait partie des défenseurs. Amida est prise et mise à sac, sa population est déportée à l'intérieur de l'empire. L'année suivante, plusieurs forteresses romaines tombent. Les Perses prennent l'avantage.

#### Julien

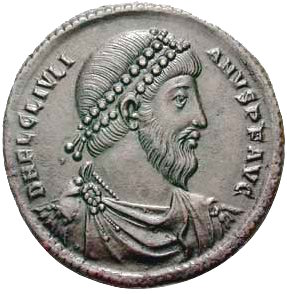
Julien, sur une monnaie de bronze d'Antioche, 360-363.

Constance II a parfaitement conscience du danger perse. Il recrute massivement des troupes, prépare des points de ravitaillement en vue d'une contre-offensive et stocke vivres et armes dans la ville d'Antioche, en vue d'en faire la base des opérations. Il a un but secondaire : se prémunir contre une éventuelle trahison de son César, son cousin Julien. Paradoxalement, c'est cette défiance qui provoque le soulèvement des troupes de celui-ci, lorsque Constance demande que plusieurs légions quittent la Gaule pour le rejoindre sur le front perse. La guerre civile n'a pas lieu car Constance meurt de fièvres le 3 novembre 361, désignant Julien comme son successeur,.
Né en 331, Julien a vu sa famille assassinée par Constance II en 337 à la mort de son oncle Constantin. Âgé alors de 6 ans, il est épargné avec son demi-frère Gallus et reçoit une éducation littéraire classique et chrétienne en Asie mineure. Durant sa jeunesse, il poursuit des études de philosophie à Athènes et se rapproche des milieux païens[réf. souhaitée].
En 355, à sa grande surprise, il est rappelé à la cour et reçoit le titre de César de Constance II, avec pour mission d'assurer la défense de la Gaule contre les Alamans. Il remporte au cours des années suivantes plusieurs succès militaires. Il devient très populaire parmi ses troupes, entre autres grâce à son train de vie « à la dure », qui le rapproche à la fois de l'idéal philosophique dont il se réclame et de la vie de camp des soldats. En 360, il reçoit l'ordre de Constance II de lui envoyer deux de ses légions en renfort sur les frontières perse et danubienne. Julien refuse et est proclamé empereur à Lutèce par ses troupes. La mort de Constance l'année suivante fait de lui le souverain unique de l'empire romain.
Il assume alors avoir abandonné le christianisme pour revenir aux dieux traditionnels. Il relance leurs cultes, favorise les fonctionnaires polythéistes, sans pour autant persécuter les chrétiens, qui restent nombreux dans son administration.
La situation de Julien est paradoxale : il a enchaîné les succès, tantôt grâce à ses talents de chef, tantôt grâce à un heureux concours de circonstances, ce qui dans la mentalité romaine prouve que la providence et la fortune sont avec lui. Les polythéistes exultent, leurs croyances sont à nouveau au cœur de l'empire et l'empereur leur apparaît comme un roi-philosophe et leur sauveur. Dans l'armée, le retour des sacrifices est populaire car les soldats sont les premiers bénéficiaires de la viande des animaux dédiés aux dieux. C'est particulièrement le cas chez les soldats issus des légions du Rhin qui vouent un culte à Mithra. C'est moins évident chez les soldats issus de l'ancienne armée de Constance II, qui comptent de nombreux chrétiens. À l'échelle de l'empire, ceux-ci oscillent entre la réprobation attentiste et la haine ouverte, les religieux voyant Julien au mieux comme un fou, au pire comme un suppôt des forces démoniaques.
Julien a besoin d'une grande victoire pour souder son empire contre un ennemi commun et prouver que les dieux sont avec lui. Il est poussé en ce sens par certains conseillers mystiques, comme le philosophe et mage Maxime d'Éphèse, qui le présente comme un nouveau Marc Aurèle, l'empereur philosophe qui avait pris Ctésiphon, et même un nouvel Alexandre le Grand, qui avait détruit l'empire perse.
Il s'installe à Antioche à l'été 362 pour préparer une grande offensive. Il possède un atout de taille : Hormizd, le propre frère de Chapour II, est exilé parmi les Romains. Le plan de Julien est donc aussi simple qu'ambitieux : prendre la capitale adverse, Ctésiphon, renverser Chapour pour le remplacer par un roi ami ou vassal,.

## Forces en présence

### Organisation et composition
« Les Perses nous opposèrent les rangs serrés de leurs clibanaires, montés sur des chevaux caparaçonnés d’un cuir épais et dont l’armure d’acier flexible frappe d’éblouissement leurs adversaires. Leurs escadrons s’appuyaient sur plusieurs lignes d’infanterie armés de longs boucliers ronds, et dont le tissu d’osier était recouvert de peaux non tannées. Derrière manœuvraient les éléphants, montagnes mouvantes, nous menaçant d’un conflit dont nous avions déjà fait la terrible expérience. »

— Ammien Marcellin, Res gestae

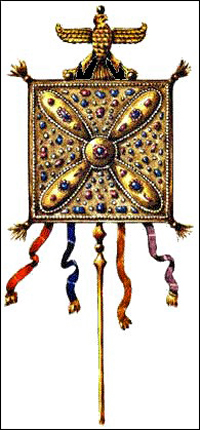
Le Derafch Kaviani, l'étendard sacré sassanide porté par les prêtres à la tête de l'armée.

L'armée perse a montré son efficacité par le passé. Des forteresses sécurisent les voies de communication, les villes sont fortifiées. Les remparts sont construits en pierre ou briques renforcées par de l'asphalte selon les régions. Son infanterie est majoritairement équipée légèrement, avec des piques et des boucliers de cuir ou d'osier. Les éléphants de guerre sont peu nombreux mais jouent un rôle important dans les batailles rangées, la tactique la plus courante est de désorganiser l'adversaire et d'ouvrir la voie à une charge de cavalerie lourde. Celle-ci est le cœur de l'armée : membres de l'élite politique et militaire, les cavaliers sont protégés par des cottes de mailles ou des cuirasses, des casques de métal ouvragé prenant parfois la forme de visages humains ; leurs montures sont également protégées par du cuir, leurs armes sont une longue lance, la hache et la masse. Plus nombreuse, la cavalerie légère utilise un arc composite puissant et met en œuvre, entre autres, la tactique du tir parthe. Les effectifs ne sont pas connus, l'historienne Catherine Wolff émet l'hypothèse de 50 000 hommes, auxquels s'ajoutent des mercenaires et des troupes de peuples vassaux, comme les Huns kidarites.
Côté romain, l'armée est plus hétérogène. Les Gaulois et les Germains de l'Ouest n'ont pas les mêmes traditions militaires que les soldats d'Orient. Ils sont aussi plus attachés à Julien que ces derniers, par ailleurs démoralisés par les défaites récentes contre les Perses. Les Romains ont emprunté aux Perses leur principe de cavalerie lourde et cuirassée. Mais le noyau de l'armée reste les légions, qui comptent 1 000 soldats chacune. Protégés par des cuirasses ou des cottes de maille, les légionnaires manient un bouclier ovale, la lance et l'épée. L'infanterie légère, divisée en contingents de 500 soldats, est moins protégée mais plus agile, elle est dotée d'épées, de couteaux, d'arcs, de manubalistes et de plumbatae. Des mercenaires goths et arabes sont également présents. Comme étendards, outre les aigles, les Romains utilisent des dragons de métal et de toile, sortes de manches à air dont l'apparence et le bruit impressionnent l'ennemi. Les troupes commandées par Julien avoisineraient peut-être les 65 000 soldats. À Samosate, sur l'Euphrate, une forte flotte fluviale a été construite, commandée par le comes Lucillianus : un millier de bateaux de transport et de radeaux pour transporter machines de guerre et ravitaillement, cinquante navires de guerre pour les protéger et des barges destinées à dresser des ponts de bateau. La logistique, confiée au préfet du prétoire Secundus Salutius, étant essentielle pour une expédition lointaine en territoire ennemi, cette flotte transporte d'immenses quantités de bucellatum et d'eau vinaigrée, deux denrées se conservant longtemps et facilement.

### Tactiques
Le plan de Julien est de suivre l'Euphrate jusqu'à la capitale perse. Cependant, il confie aux généraux Sébastien et Procope un détachement dont le nombre exact n'est pas connu, mais qui pourrait être compris entre 6 000 et 30 000 hommes, avec pour mission de marcher vers Nisibe, de franchir le Tigre et d'éviter que des pilleurs perses ne s'infiltrent à travers le limes ou, pire, d'être pris à revers. Sébastien et Procope doivent aussi se coordonner avec les Arméniens d'Arsace II. Un but secondaire est de troubler le commandement perse, qui ne sait pas tout de suite où se trouve le gros de l'armée romaine,.
Peu de temps avant son départ d'Antioche, Julien déjoue un complot fomenté par un groupe de soldats qui a prévu de l'assassiner. Ce sont des anciens officiers de Constance II, poussés par leur foi chrétienne et peut-être par peur de la campagne.
La cavalerie est confiée à Hormizd et au comes Flavius Arinthaeus, l'arrière-garde au comes Flavius Victor et l'infanterie légère au maître de cavalerie Flavius Nevitta.
Chapour II choisit une tactique de la terre brûlée et de guérilla, et décide d'attendre un moment de faiblesse de l'armée romaine pour la frapper massivement. La défense du territoire est confiée à Suréna, chef de la très puissante famille du même nom.

## Le déroulement de la campagne

### Mauvais présages et premiers succès romains
Plusieurs mauvais présages s’accumulent pour les Romains, en particulier la foudre tue un soldat nommé Jovien lors d'un violent orage, ce qui est considéré comme un signe défavorable de Jupiter par les augures. Pire, dix taureaux prévus pour être sacrifiés au dieu Mars meurent de maladie. Consultés, les haruspices sont aussi pessimistes sur le succès de l'expédition, et ils le resteront durant toute la campagne. Ceci pèse sur le moral des troupes et atteint personnellement Julien, très croyant et qui avait remis à l'honneur les pratiques divinatoires et sacrificielles dans l'armée.
Julien insiste auprès des troupes pour que les déserteurs et les soldats qui quitteront la colonne pour se livrer au pillage sans autorisation soient sévèrement punis : le châtiment est d'être abandonné à la merci de l'ennemi avec les chevilles tranchées. Pour motiver les troupes, il distribue à chaque soldat une somme de 130 siliques. Le 5 avril, les Romains entrent en territoire perse en suivant la rive gauche de l'Euphrate. L'armée adopte une formation en carré. 1 500 éclaireurs mobiles et dotés d'armes de jet ouvrent la voie et tentent de prévenir les embuscades.
La forteresse d'Anah, située sur une île, est un verrou stratégique de la défense perse. Le 10 avril, Julien s'approche personnellement pour en faire la reconnaissance. Il fait installer, grâce à la flotte, des machines de guerre pour impressionner les défenseurs. Puis il envoie Hormizd négocier une reddition, ce qu'il parvient à faire. Une partie de la garnison rejoint les envahisseurs, y compris son commandant qui se voit offrir en échange un titre d'officier romain.
L'armée poursuit sa route dans un paysage désert. Suréna s'attache à faire le vide devant eux, les habitants et le bétail sont évacués. Les Romains se rendent compte qu'ils sont surveillés quand un soldat ivre s'amusant à traverser le fleuve à la nage est tué une fois arrivé sur l'autre rive. Pour ne pas laisser la peur se répandre dans les rangs, Julien tente d'être omniprésent. Il autorise aussi le pillage des domaines pour remonter le moral. Plusieurs cités, elles aussi vidées de leurs habitants, sont pillées et incendiées.
Suréna utilise le système d'irrigation pour inonder toute la région et gêner l'avance des envahisseurs. Renseignés par des espions infiltrés chez les auxiliaires arabes, il est parfaitement informé de ce qui passe chez les Romains. Il tente de capturer Hormizd parti en éclaireur lors d'une embuscade déjouée par la cavalerie romaine,.

### Siège de Firuz Chapour
La cité de Firuz Chapour revêt une importance symbolique : elle a été fondée par le roi des rois Chapour Ier, l'arrière-grand-père de Chapour II. Son nom signifie « Chapour le Victorieux » en persan, en référence à ses victoires sur les Romains. Elle est fortifiée et dotée d'une solide citadelle, défendue par 2 500 soldats.
L'enceinte de la ville est constituée d'un double rempart. La citadelle, qui s'appuie sur le rempart Nord, est bien protégée par un canal et un fossé. Les murailles et les tours de la citadelle sont construites en briques cuites renforcées par de l'asphalte. Après l'échec des négociations menées par Hormizd, Julien vient ici encore reconnaître les lieux et dirige en personne le siège. La cité est encerclée et on installe balistes, qui lancent des pierres, et scorpions, sur des positions protégées pour éviter les tirs ou les sorties perses. Une seconde ligne de défense est formée par les Romains pour éviter une attaque extérieure. Les Perses font pleuvoir flèches et pierres sur les assiégeants. Les Romains profitent de la nuit pour combler le fossé et avancer des béliers qui font s'effondrer une tour. Aussitôt, soldats et habitants se réfugient dans la citadelle, où le siège se poursuit. Julien donne l'assaut sur une porte en participant lui-même à la tortue. Les défenseurs parviennent briser à l'assaut en lançant des pierres sur les assaillants. La participation de Julien aux combats est symptomatique de ses prises de risques qui finiront par lui coûter la vie.
Ayant conscience qu'un siège trop long ne leur est pas favorable, les Romains construisent une hélépole, tour de siège sophistiquée en bois, protégée par de l'osier, du cuir et de la boue (pour la protéger du feu). Quand celle-ci est achevée, Mamersides le commandant perse demande à négocier : soldats et habitants peuvent se retirer sans être inquiétés. La citadelle est pillée, les vivres et les armes sont prises et la ville est incendiée.

### Une route périlleuse
Quelques jours plus tard, Romains et transfuges perses voient sur leur route les membres de la famille de Mamersides crucifiés par Suréna pour punir ce dernier et décourager d'autres trahisons.
L'armée romaine avance désormais plus péniblement dans le labyrinthe des bras du fleuve, des canaux et des champs inondés. Les Perses en profitent pour augmenter la pression en multipliant les embuscades sur les éclaireurs, les fourrageurs ou tout groupe isolé. Julien combat lui-même les armes à la main contre la cavalerie légère perse. Il doit aussi punir des officiers qui ont pris la fuite et exécute une dizaine de déserteurs.
L'expédition quitte l'Euphrate pour suivre le Nahar Malkā, le canal royal qui relie l'Euphrate à la capitale Ctésiphon et au fleuve Tigre. Certaines villes secondaires sont contournées pour ne pas perdre de temps, sans être assiégées car jugées inoffensives. D'autres cités, désertées, sont incendiées.

### Siège de Maiozamalcha
Le 8 mai, les Romains parviennent sous les murs de Maiozamalcha, située à une quinzaine de kilomètres de Ctésiphon. Julien envoie Flavius Victor à la tête d'un fort contingent pour explorer la voie jusqu'à la capitale perse, prévenir une contre-attaque perse et construire des ponts pour faciliter le passage de l'armée. L'empereur met en place le siège de Maiozamalcha dans laquelle de nombreux habitants de la région se sont réfugiés. Julien doit encore se défendre les armes à la main lors d'une sortie des assiégeants.
La cité est protégée par deux enceintes, des douves et seize puissantes tours. Les Romains se lancent dans de grands terrassements (circonvallation et contrevallation), pour combler les fossés et aménager une plateforme pour passer par-dessus les remparts, et engagent dans différents endroits des travaux de sape, sous le commandement de Dagalaiphus et de Nevitta. Dans les deux premiers jours du siège, les Romains subissent des tirs incessants et sont bombardés d'un mélange enflammé de terre et d'asphalte contre lequel les tortues, béliers et mantelets ont du mal à résister. Au troisième jour, les sapeurs ont quasiment réussi à percer une brèche dans le rempart. Julien décide d'attendre la nuit pour effectuer la percée, sous le couvert d'une attaque de diversion. Le plan fonctionne parfaitement, les défenseurs sont pris par surprise et toute la cité tombe entre les mains des Romains. Bien que Julien ait demandé de faire de préférence des prisonniers, ses troupes se livrent à un massacre sans distinction des soldats et des habitants, hommes, femmes et enfants.
Julien récompense les soldats qui ont réussi la percée avec des couronnes obsidionales, renouant avec une tradition romaine tombée en désuétude. Il ne prélève rien lui-même sur le butin pour le laisser aux troupes et aux officiers.

### Bataille de Ctésiphon

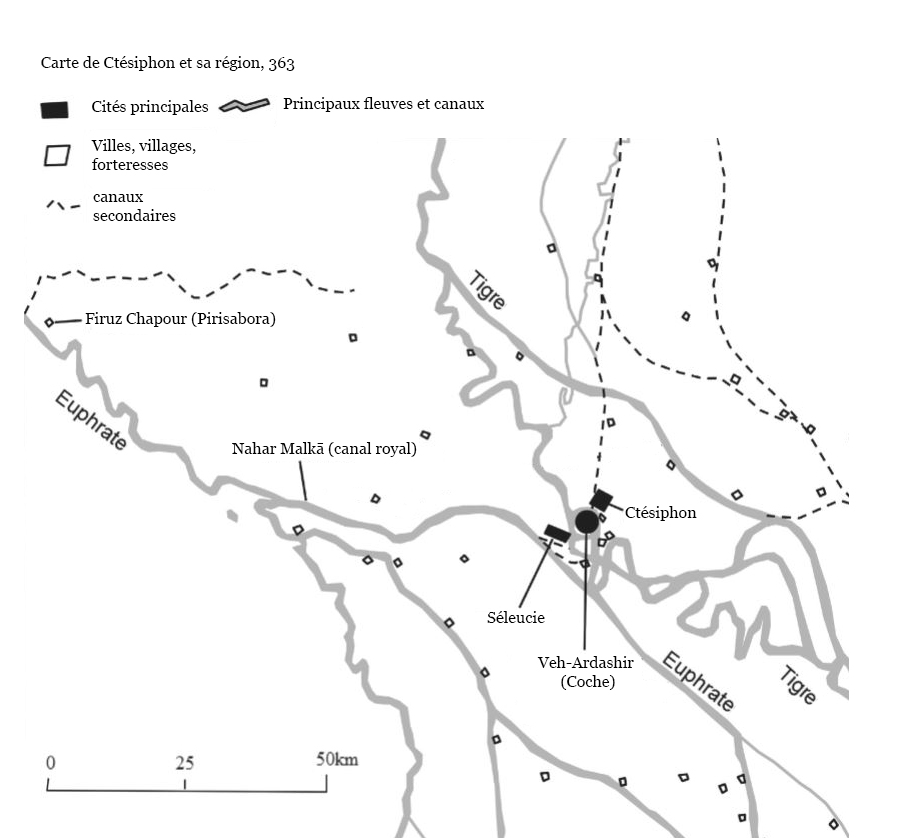
Carte de la zone de Ctésiphon en 363.

Parvenus à cinq kilomètres de la capitale perse, les Romains progressent de plus en plus difficilement. Les Perses multiplient les embuscades sur l'arrière-garde ou sur des groupes isolés ; la prise d'une petite cité fortifiée (Meinas Sabatha) coûte la vie à de nombreux assaillants romains.
L'immense site de la capitale se répartit en plusieurs cités : Séleucie du Tigre, sur la rive gauche, Veh-Ardashir, que les Grecs et les Romains nomment Coche, entre deux bras et Ctésiphon elle-même, sur la rive droite. Les Romains doivent remettre en eau un ancien canal pour faire passer leur flotte sur le Tigre. Julien ayant décidé de se concentrer sur Ctésiphon, l'armée doit traverser le fleuve, à l'aide de la flotte. C'est à ce moment critique, le 7 juin, alors que les Romains n'ont pas fini de traverser, que les Perses décident de porter leur attaque.
Dirigés par Suréna, Narses, un des fils de Chapour II, et Pigranes, un grand seigneur, les Perses ont disposé leur armée en trois lignes : la cavalerie lourde devant, l'infanterie ensuite, les éléphants derrière. Le but est de disloquer l'adversaire dès le premier choc grâce à la charge de la cavalerie. Après des échanges de tirs de javelots et de flèches de part et d'autre, les cavaliers perses chargent, mais ils se brisent sur les légionnaires romains. Ils tentent de se dégager, mais ils sont poursuivis par les Romains, qui engagent aussi l'infanterie perse. Dans la cohue, les éléphants n'ont plus l'occasion d'intervenir. Toute l'armée perse prend la fuite et la victoire romaine est écrasante : à peine 70 morts dans leur camp et plus de 2 500 du côté perse,.
Pourquoi Julien n'a-t-il pas tenté de prendre ou d'assiéger Ctésiphon après cette victoire ? Pour l'historien Touraj Daryaee, qui reprend Libanios, c'est parce que les Romains sont trop occupés à piller après la débandade perse qu'ils perdent l'occasion de prendre Ctésiphon. Pour l'historien Kaveh Farrokh, qui se base sur les écrits de Grégoire de Nisandre, de Libanios, d'Ammien Marcellin et sur l'archéologie, c'est la qualité des fortifications de Ctésiphon, aux murailles épaisses et aux nombreuses tours, et la configuration des lieux qui découragent les Romains. Les abords de Ctésiphon sont en effet divisés entre plusieurs zones fortifiées indépendamment, Séleucie du Tigre, Veh-Ardashir, tous protégés par les bras du Tigre. Julien ne peut utiliser sa flotte pour approcher ses machines de guerre et ne peut encercler la ville immense sans risquer d'être attaqué par l'extérieur.
Ctésiphon ne peut être prise que par un siège long, or les Romains ne peuvent se le permettre tant que les armées perses, dont ils ignorent la taille et l'emplacement, peuvent les attaquer dans cette position de faiblesse.

### Repli de l'armée romaine
Après avoir récompensé ses troupes, Julien les fait camper un peu en amont de Ctésiphon, sur la rive gauche du Tigre. Pour gagner du temps ou parce qu'il sent la victoire lui échapper, Chapour II envoie un messager à Hormizd pour entamer des négociations. Julien refuse. Malgré les conseils de certains officiers, comme Flavius Victor, qui préfèrent rester sur ces victoires et entamer un repli, son ambition reste inchangée : vaincre les armées perses et Chapour II lors d'une bataille décisive pour abattre définitivement sa puissance. Julien choisit donc de s'enfoncer en territoire sassanide en le dévastant pour provoquer un affrontement majeur. Afin qu'elle ne tombe pas dans les mains de l'ennemi, la flotte est incendiée : elle était devenue inutilisable car elle ne pouvait remonter aisément le courant. Les espions et faux transfuges perses jouent un rôle critique en aiguillant l'armée romaine sur de mauvaises routes. L'armée romaine se perd dans une zone vidée par la politique de la terre brûlée, les Perses incendiant champs et pâturages. L'armée de Julien est aussi harcelée par la cavalerie légère perse,.
Les vivres viennent à manquer et le 16 juin Julien change de plan : l'expédition doit prendre le chemin du retour mais en suivant le Tigre pour remonter par le Nord, continuer à dévaster le territoire ennemi, trouver des ressources et si possible faire la jonction avec les Arméniens et le détachement de Sébastien et Procope. Selon l'historienne Catherine Wolff, dans l'esprit de Julien, « il ne s'agit pas d'une retraite », l'offensive se poursuit autrement.

### Bataille de Maranga
Pendant une dizaine de jours, harcelés par les Perses, les Romains progressent difficilement. Morts, blessés et désertions se multiplient.
Le 22 juin, Chapour II lance une attaque d'ampleur. Les légionnaires réussissent à repousser la cavalerie sassanide, ils visent en particulier leurs chevaux. La cavalerie légère des mercenaires arabes au service des Romains neutralise efficacement les archers perses. La victoire est romaine, mais les forces perses sont encore nombreuses. Chapour II décide de mettre en réserve la majeure partie de son armée et de poursuivre sa guérilla contre les Romains uniquement avec ses meilleurs cavaliers.

### Bataille de Samarra et mort de Julien
« Il revenait victorieux, lorsque, se livrant aveuglément à son courage, il fut tué dans une bataille. »

— Eutrope, Abrégé de l'histoire romaine.

« Alors qu'il courait stupidement de tous côtés, Julien reçut une blessure mortelle qui apporta le Salut au monde entier. »

— Grégoire de Nazianze, Discours contre Julien.
.

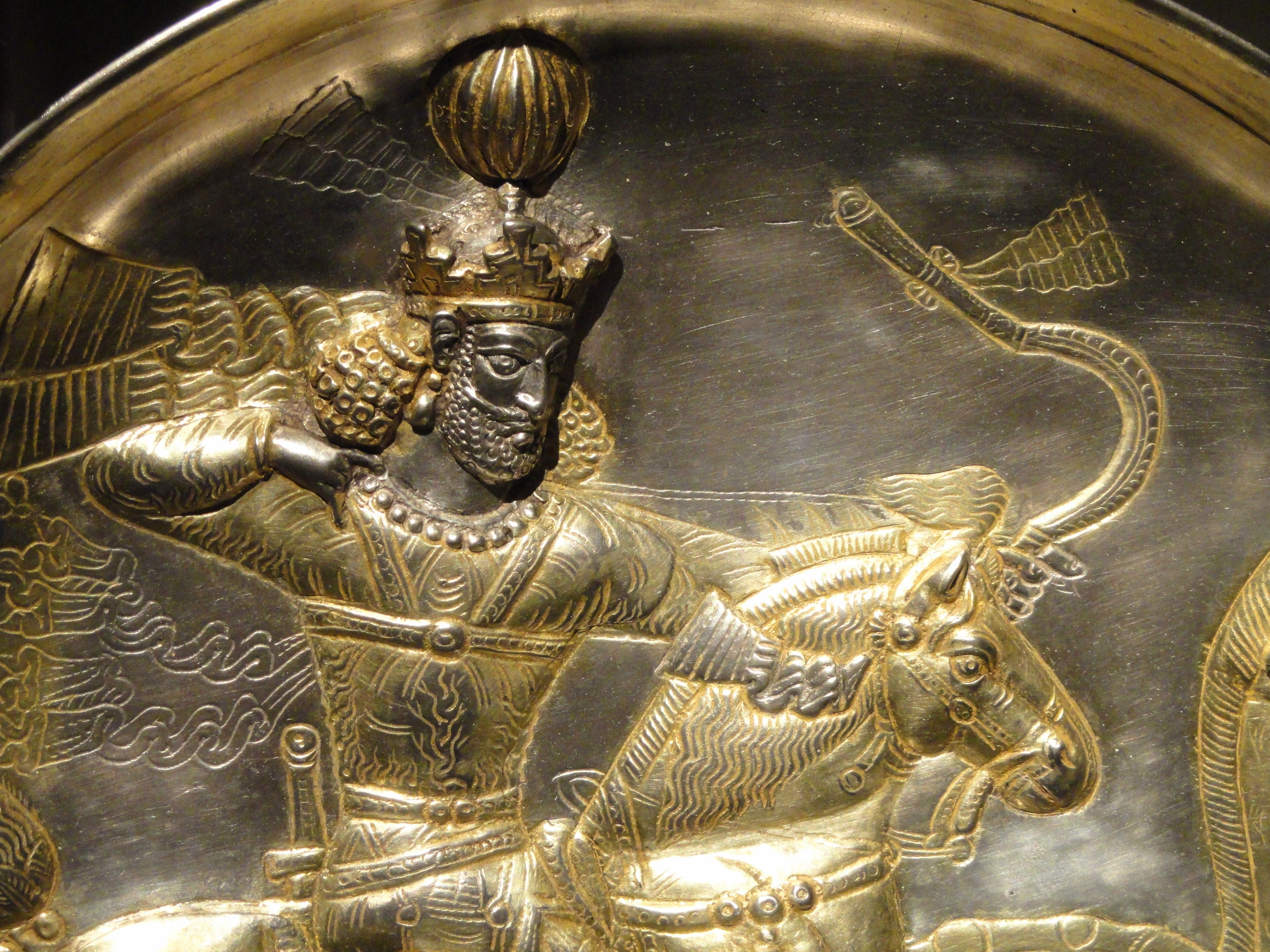
Chapour II tirant à l'arc, scène de propagande sur la vaisselle sassanide.

Les Romains poursuivent leur route le long du Tigre. La nourriture commence à manquer et Julien fait distribuer aux soldats les rations réservées aux officiers, lui-même se contentant de bouillie de farine, à la façon des anciens Romains. Le 26 juin, dans la région de la cité de Samarra, l'armée continue à avancer en formation carrée, mais le terrain est accidenté et les lignes se détendent un peu. Alors que Julien se trouve à l'avant-garde et, détail important, sans cuirasse, on lui annonce que l'arrière-garde est attaquée. Comme il fait mouvement vers eux, l'avant-garde est attaquée ; Julien fait demi-tour et c'est à ce moment que la cavalerie lourde perse charge le centre. Les légionnaires fléchissent devant la charge, l'infanterie légère s'efforce de les renforcer et Julien s'élance en hurlant pour motiver ses troupes, distançant ses gardes du corps. Julien est alors blessé, par une lance ou un javelot, et il tombe de cheval. Il est évacué par ses gardes tandis que les soldats autour de lui, désemparés, sont submergés. Julien tente de retourner au combat, mais il n'y parvient pas et s'effondre. De nombreux officiers perdent la vie, les civils combattent avec les militaires pour sauver leur peau, le préfet Secundus Salutius échappe de peu à la capture, son cheval ayant été tué,.
La bataille, meurtrière des deux côtés, dure toute la journée et, contre toute attente, les Romains rétablissent la situation. À la tombée de la nuit, les Perses se replient. Allongé sur un lit de fortune, sous une tente, Julien apprend de son médecin Oribase que sa blessure est mortelle. Il se refuse à désigner un successeur. Après avoir attribué ses biens personnels, il préfère passer ses derniers instants à discuter philosophie avec ses proches, Priscus d'Épire et Maxime d'Éphèse.
Libanios affirme que la blessure fatale de Julien serait due à une trahison au sein même de son armée : elle serait l'œuvre d'un soldat romain chrétien. Il en veut pour preuve qu'aucun Perse ne réclama la récompense promise par Chapour II. Grégoire de Nazianze y fait écho sans l'affirmer. D'autres auteurs chrétiens contemporains, comme Socrate le Scolastique, et surtout postérieurs parlent de châtiment divin. Ammien Marcellin et Eutrope ne parlent pas de cette hypothèse. Magnus de Carrhes, participant à la campagne, dont le témoignage écrit a malheureusement été perdu mais qui est cité par un auteur postérieur, rapporte que l'auteur de la blessure n'est tout simplement pas connu : « L’empereur Julien, tandis qu'il haranguait et disciplinait les soldats, fut blessé sans que l'on sache d'où venait le coup. » La plupart des historiens contemporains, comme Lucien Jerphagnon ou Catherine Wolff, estiment que c'est probablement un cavalier perse qui a frappé Julien, alors que celui-ci s'était, une fois encore, trop exposé. Cette prise de risques, qui avait jusqu'alors favorisé l'empereur, lui coûta cette fois la vie,,.

## Conséquences et postérité

### Le traité de paix
Julien mort, les officiers proclament empereur Jovien, jusqu'alors commandant des scholæ palatinæ, une troupe d'élite. Jovien décide de négocier la paix à tout prix pour se replier en bon ordre et installer son pouvoir sur l'empire. Les négociations sont menées par Suréna côté sassanide et par Secundus Salutius côté romain. Une paix de trente ans est conclue. Chapour II accorde aux Romains de se retirer sans encombre et leur fournit même des vivres. Le roi des rois obtient que les Romains renoncent à toute influence sur l'Arménie et l'Ibérie. Il obtient également l'annexion de vastes territoires romains et arméniens et d'une quinzaine de forteresses stratégiques. Enfin, la très symbolique ville de Nisibe, là où avait été conclu le traité précédent que les Perses avaient vécu comme une humiliation, cette cité fortifiée que les Perses avaient échoué à prendre par trois fois, est vidée de ses habitants et rendue aux Perses.

### La chute du polythéisme romain

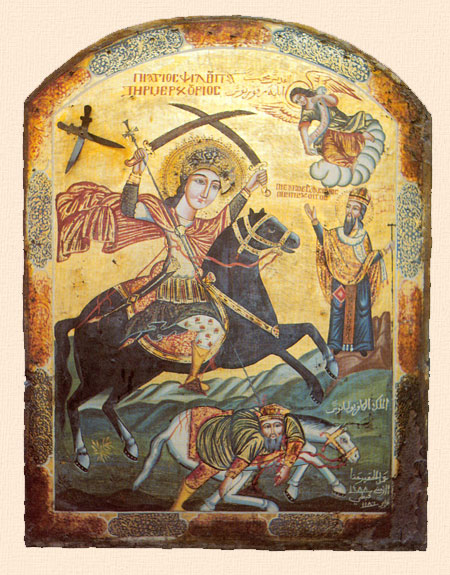
Saint Mercure tuant Julien, icône copte (Egypte).

Les polythéistes romains ont perdu leur champion. Le plan de Julien, unifier son empire et légitimer ses choix politico-religieux par une grande victoire militaire, s'est retourné contre lui. Dans la mentalité romaine, les résultats du champ de bataille sont l'expression de la volonté divine : le parti chrétien en ressort donc plus fort que jamais. Le nouvel empereur, Jovien, est chrétien. Si durant son très court règne, il maintient la liberté de croyance, ce n'est pas le cas de ses successeurs. La persécution des polythéistes et de leurs cultes se renforce rapidement : parmi les participants à la campagne, Oribase est exilé et Maxime d'Éphèse est torturé et exécuté sur l'ordre de Valens en 372. En 380, le christianisme devient la seule religion autorisée et en 383, l'apostasie devient un crime puni de mort.

### Le triomphe sassanide
Chapour II prend le contrôle de l'Arménie et de l'Ibérie. Dès 363, il remplace le roi ibère Saurmag II, un chrétien, par son oncle Varaz-Bakoure, un zoroastrien. En 367, il emprisonne le roi arménien Arsace II, dans la forteresse de l'Oubli, pour le remplacer par un souverain dévoué aux Sassanides. Dans les deux royaumes, le zoroastrisme est rétabli, même si les chrétiens resteront nombreux.
Grâce à ce succès, Chapour II impose la puissance sassanide sur tout le Moyen-Orient et sa puissance personnelle en interne. Les prétentions au trône de son frère Hormizd sont définitivement écartées. Les grandes familles et le clergé, qui ont renversé son père et dont le pouvoir menace souvent le souverain, sont soudés derrière lui. Cette guerre a revêtu un caractère particulier. Pour les Sassanides, au-delà d'un exploit guerrier sur un ennemi qui s'est avéré particulièrement dangereux, c'est une victoire du Bien sur le Mal. En mettant fin au chaos et en rétablissant l'ordre, Chapour II s'est montré digne d'Ahura Mazda et de Mithra. La campagne de Julien a dévasté la partie la plus riche de l'empire perse et le roi des rois s'attelle à sa reconstruction. Il reconstruit les cités détruites, en fait bâtir de nouvelles, entre autres en utilisant les prisonniers de guerre romains ; il fonde des temples du feu, et il déplace des populations afin d'organiser les nouveaux territoires conquis et sécuriser la nouvelle frontière. Si de nombreuses guerres suivront avec les Romains, plus jamais ils ne tenteront de s'attaquer au cœur de l'empire perse et à Ctésiphon,.

### Postérité

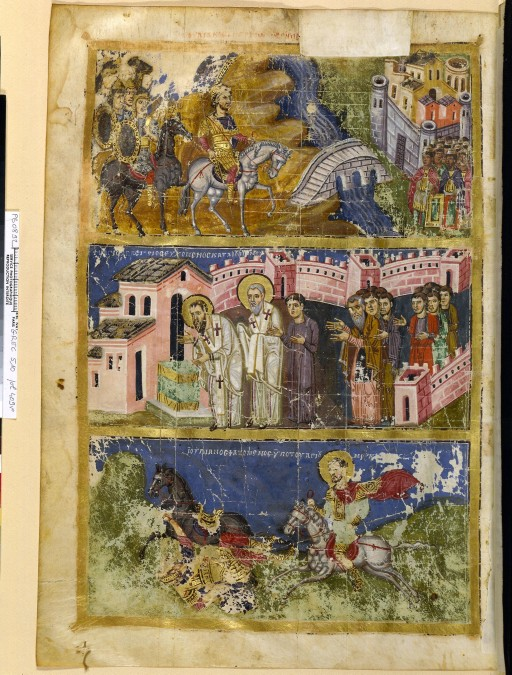
Julien devant Ctésiphon, miniature du IXe siècle illustrant les discours de Grégoire de Nazianze. La seconde vignette montre Saint Basile priant contre Julien. La troisième Saint Mercure tuant Julien de sa lance.

Côté perse, la campagne a été célébrée jusqu'à la fin de la dynastie sassanide au VIIe siècle. Elle n'a pas laissé de traces particulière dans l'imaginaire musulman qui a pris sa suite. Dans le monde chrétien, c'est surtout la mort de Julien qui a marqué la postérité. Dans la mémoire byzantine en particulier et chrétienne en général, la mort de l'Apostat est considéré comme relevant de la justice divine ou même du miracle, avec saint Mercure, saint Théodore, saint Artème, saints martyrs militaires par excellence, intervenant pour le tuer eux-mêmes. Conclusion utile et morale à la « légende noire de Julien » selon son biographe contemporain, Lucien Jerphagnon.